# August Zaleski

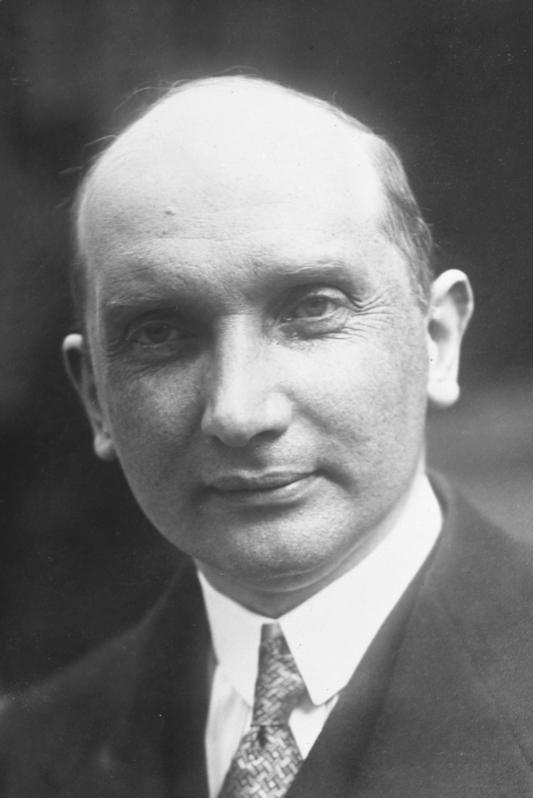
August Zaleski, 1931

August Zaleski  (* 13. September 1883 in Warschau, Russisches Kaiserreich; † 7. April 1972 in London) war ein polnischer Diplomat und Politiker.

## Leben
Von Beruf Historiker und Wirtschaftswissenschaftler (er studierte u. a. an der London School of Economics and Political Science) trat Zaleski 1918 in den Dienst des polnischen Außenministeriums ein und wurde zum polnischen Gesandten in Bern ernannt. In den Jahren 1919 bis 1926 war er als polnischer Diplomat in Griechenland und Italien tätig. Nach dem Józef Piłsudski-Maiputsch vom 12. Mai 1926 wurde er im selben Jahr zum polnischen Außenminister ernannt und hatte dieses Amt bis 1932 inne, danach war er in den Jahren 1935 bis 1939 Vorsitzender des Aufsichtsrats der polnischen Handelsbank. 
Von Oktober 1939 bis Juli 1941 war er Außenminister der polnischen Exilregierung unter Ministerpräsident Władysław Sikorski. Er trat aus Protest gegen das Sikorski-Maiski-Abkommen, das die polnisch-sowjetische Kooperation gegen das Deutsche Reich besiegelte, von seinem Posten zurück. 1943 bis 1945 war er Chef der Präsidentenkanzlei.
Nach dem Tode von Władysław Raczkiewicz übernahm er 1947 das Amt des Staatspräsidenten im Exil. Seine konstitutionell zulässigen zwei Amtsperioden zu je sieben Jahren sollten 1961 ablaufen (er hatte sich sogar verpflichtet, 1954 abzutreten und das Amt dem General Kazimierz Sosnkowski zu überlassen). Zaleski weigerte sich jedoch zurückzutreten und blieb  Exilpräsident bis zu seinem Tode 1972. Dies führte dazu, dass die Mehrheit der Exilpolen (ca. 80 %) mit Edward Raczyński, General Władysław Anders  und dem ehemaligen Minister Tomasz Arciszewski an der Spitze  (die den sog. Dreierrat bildeten), ihm die Gefolgschaft kündigte. Zaleski starb im Londoner Exil.